# Terrapin
«Terrapin» — открывающая песня первого сольного альбома Сида Баррета The Madcap Laughs. Как и большая часть альбома её аранжировка редкая и включает в себя только акустическое и электрогитарное сопровождение к вокалу. Эта композиция наряду с «Maisie» и «Bob Dylan Blues» отражает ранний интерес Барретта к блюзу. Одна из знакомых Барретта Игги Эскимо назвала песню «довольно броской».
Песня появилась на сборнике Harvest Records Picnic – A Breath of Fresh Air и стала единственной из The Madcap Laughs' на The Peel Session.
Также в честь неё Общество поклонников Сида Барретта назвала свой журнал Terrapin (издавался в 1972—1976 годах).

## Запись
В апреле 1969 года Барретт, готовя Madcap, продемонстрировал демозаписи песен для продюсера Малкольма Джонса по просьбе последнего. После прослушивания Барретт исполнил на гитаре несколько треков для Джонса, одним из которых был «Terrapin». Альбомная версия была записана 11 апреля всего за один дубль. Гитара была наложена 26 апреля.

## Участники записи
- Сид Барретт — вокал, акустическая и электрическая гитара
- Малкольм Джонс — продюсер

## Кавер-версии
Песня была перепета The Smashing Pumpkins, Marc and the Mambas, The King Khan and BBQ Show, Phish и Дэвидом Гилмором, который представил её на David Gilmour in Concert.
Ранее Гилмор исполнял песню в 1996 году в «День для Тибета» и на фестивале 2001 года Meltdown. «Многие из его песен слишком личные…» заметил он. «Или слишком непонятные в некоторых отношениях. В каких-то из них трудно даже понять и ощутить, что там за мир, в котором живут герои песни. Но по поводу 'Terrapin' я больше, чем уверен, что понимаю смысл происходящего. Мне представляется это, как некая аура подводных миров. Пусть это немного и необычно в плане поэзии.»